# Homocysteïne
Homocysteïne is tussenproduct in de omzetting van het aminozuur methionine tot het aminozuur cysteïne. De naam is gebaseerd op het feit dat het een homoloog is van het aminozuur cysteïne: het bevat een extra methyleengroep in de zijketen. Het is een niet-essentieel aminozuur, doordat het in het menselijk lichaam aangemaakt kan worden door demethylering van de sulfidebrug uit methionine. Die omzetting gebeurt met behulp van enzymen. Homocysteïne behoort niet tot de twintig standaardaminozuren, omdat het niet in eiwitten wordt ingebouwd.
Omgekeerd kan het lichaam ook homocysteïne omzetten in methionine. Er kan iets fout gaan bij deze omzetting, waardoor het gehalte aan homocysteïne te hoog kan worden. In dat geval is er sprake van hyperhomocysteïnemie. Dit kan onder andere komen door een tekort aan vitamine B6, of een tekort aan B11 (foliumzuur) én B12. Deze hebben namelijk een functie als co-enzym bij de afbraak van homocysteïne.
Homocysteïne kan gemeten worden in bloed en urine. In bloed is het voor ca 70% gebonden aan plasma-eiwitten. De rest is als vrij homocysteïne aanwezig. Omdat deze vrije fractie behoorlijk instabiel is, wordt doorgaans het totaal homocysteïnegehalte in het bloed gemeten. Het normale vrije homocysteïnegehalte in het bloed bedraagt ongeveer 13-14 µmol/liter voor mannen en 12-13 µmol/liter voor vrouwen. Een optimaal niveau ligt echter onder de 7,5. Een waarde boven de 15 µmol/liter is te hoog. Dit gehalte moet wel bepaald zijn wanneer iemand 12 uur lang niet gegeten of gedronken heeft (nuchter is) en is natuurlijk afhankelijk van de meetmethode die gebruikt is. Voor interpretatie van uitslagen moet dan ook altijd gebruikgemaakt worden van de referentiewaarde die bij de meetmethode hoort. 